# Крцко Орашчић
Крцко Орашчић или Шчелкунчик (рус. Щелку́нчик, фр. Casse-Noisette, енгл. The Nutcracker) је балет-бајка (фр. Ballet-féerie) у два чина композитора Пјотра Иљича Чајковског (његов опус 71). Први кореограф овог балета био је Маријус Петипа у сарадњи са Левом Ивановим. Балет је имао премијеру 19. децембра 1892. у Санкт Петербургу. Осам музичких нумера из овог балета су познате као део музичке „свите Крцко Орашчић”, опус 71а, која траје око 20 минута. Свита је имала премијеру девет месеци пре балета и у почетку је имала већи успех од самог балета.
Основа либрета је дело Александра Диме оца, „Прича о Крцку Орашчићу” (фр. Histoire d’un casse-noisette) из 1845, што је француска адаптација кратке приче „Крцко Орашчић и краљ мишева” Ернеста Хофмана из 1816. Тема балета је прича о девојци Клари која на Бадње вече испод јелке проналази несвакидашњи дар – дрвеног орашара којим се разбијају ораси, а који представља симбол среће који тера зле духове и служи као  заштитник куће у којој се налази. Орашар, дрвена лутка, оживљава, баш као у бајкама и заједно са Кларом доживљава чудесне догодовштине у измишљеном свету.
Крцко Орашчић је данас један од најпопуларнијих балета. Редовно се изводи у бројним позориштима и оперским кућама, већином у време Божићних празника и постао је синоним за зимске празнике

## Инспирација
Крцко Орашчић“ је бајка настала на немачком тлу, а у Немачкој се дуго веровало да ораси доносе срећу и чувају дом.  Традиционално су се јели током зимских месеци а за њихово крцкање била је потребна нека справица. Уместо металних почеле су да се праве дрвене крцкалице разних облика, које су у 17. веку добиле облик војника. Највећу улогу у томе имао је Кристјан Стејнбајх, познат као Краљ орашчића, а ове крцкалице које су касније постале искључиво ручно рађене дрвене лутке веселих боја и данас су популарне и верује се да кући доносе мир и слогу.

## О композитору и првом кореографу
Познати уметник и кореограф Серж Лифар (украјински балетски играч, истакнути балетски мајстор и колекционар) је рекао: "Не зна се чему се треба више дивити код Чајковског: симфонијској вредности његових балета њиховим играчким квалитетима или снази израза и емоције. То су праве играчке драме." Чајковски је сматрао да област балета представља фантастика бајке. Новина коју је Чајковски унео у област балетске музике састоји се у широком развијању елемената синфонизације балета, којим су у руској музици пошли Глазунов и Стравински, а у Француској Равел и његови следбеници.
Маријус Петипа је 1982. креирао балет на музику Чајковског "Крцко орашчић", за који је написао и либрето на основу приче  Ернеста Хофмана.
Петипа је један од најпознатијих личности балетске уметносгти свих времена, творац класичног балетског академизма, играчког стила који својим строгим, а лепим и виртуозним формама одушевљава и балетске уметнике и њихову публику. Основне особенопстиовог стила уметничке игре су строгост и прецизност играчких форми, израђен систем покрета, лепих и ефектних, у којима је све одређено и сврсисходно. Такав систем покрета има за циљда строгим и дисциплинованим увежбавањем оспособи тело извођача - балерина и играча - да буде складно обликовано и пластично и да постане врхунски инструмент који ће сам играч и кореограљф користити за исказивање балетских садржаја.